# AS Sucrière de La Réunion
A AS Sucrière de La Réunion é um clube de futebol com sede em Richard Toll, Senegal. A equipe compete no Campeonato Senegalês de Futebol.

## História
O clube foi fundada por uma sociedade açucareira na cidade de Richard Toll.